# Лавічек
Лавічек (пол. Ławiczek, нім. Jägerfeld) — село в Польщі, у гміні Скемпе Ліпновського повіту Куявсько-Поморського воєводства.
Населення — 104 особи (2011).
У 1975-1998 роках село належало до Влоцлавського воєводства.

## Демографія
Демографічна структура станом на 31 березня 2011 року:
|          | Загалом | Допрацездатний вік | Працездатний вік | Постпрацездатний вік |
| -------- | ------- | ------------------ | ---------------- | -------------------- |
| Чоловіки | 54      | 14                 | 34               | 6                    |
| Жінки    | 50      | 12                 | 24               | 14                   |
| Разом    | 104     | 26                 | 58               | 20                   |